# Zastava M93
A Zastava M93 Fekete Nyíl (szerbül Црна стрела, angolul Black Arrow) a kragujeváci Zastava Fegyvergyár által kifejlesztett és gyártott modern mesterlövészpuska.

## Szerkezeti kialakítása és jellemzői
A fegyver elsődleges felhasználási területe a nehezen látható célpontok távoli leküzdése, ezért csupán optikai irányzék tartozik az alapfelszereltségéhez.

## Külső hivatkozások
- Official website of the manufacturer, Zastava Arms
- Official webpage of the M93 Black Arrow sniper rifle
- Modern Firearms
- Mitchell's Mausers